# Санрайз-Манор
Санра́йз-Ма́нор (англ. Sunrise Manor) — статистически обособленная местность в округе Кларк (Невада, США), у подножья горы Френчмен восточнее Лас-Вегаса с населением в 189 372 человека по статистическим данным переписи 2010 года. Если бы Санрайз-Манор получил статус муниципалитета (incorporated), он стал бы одним из крупнейших городов Невады.

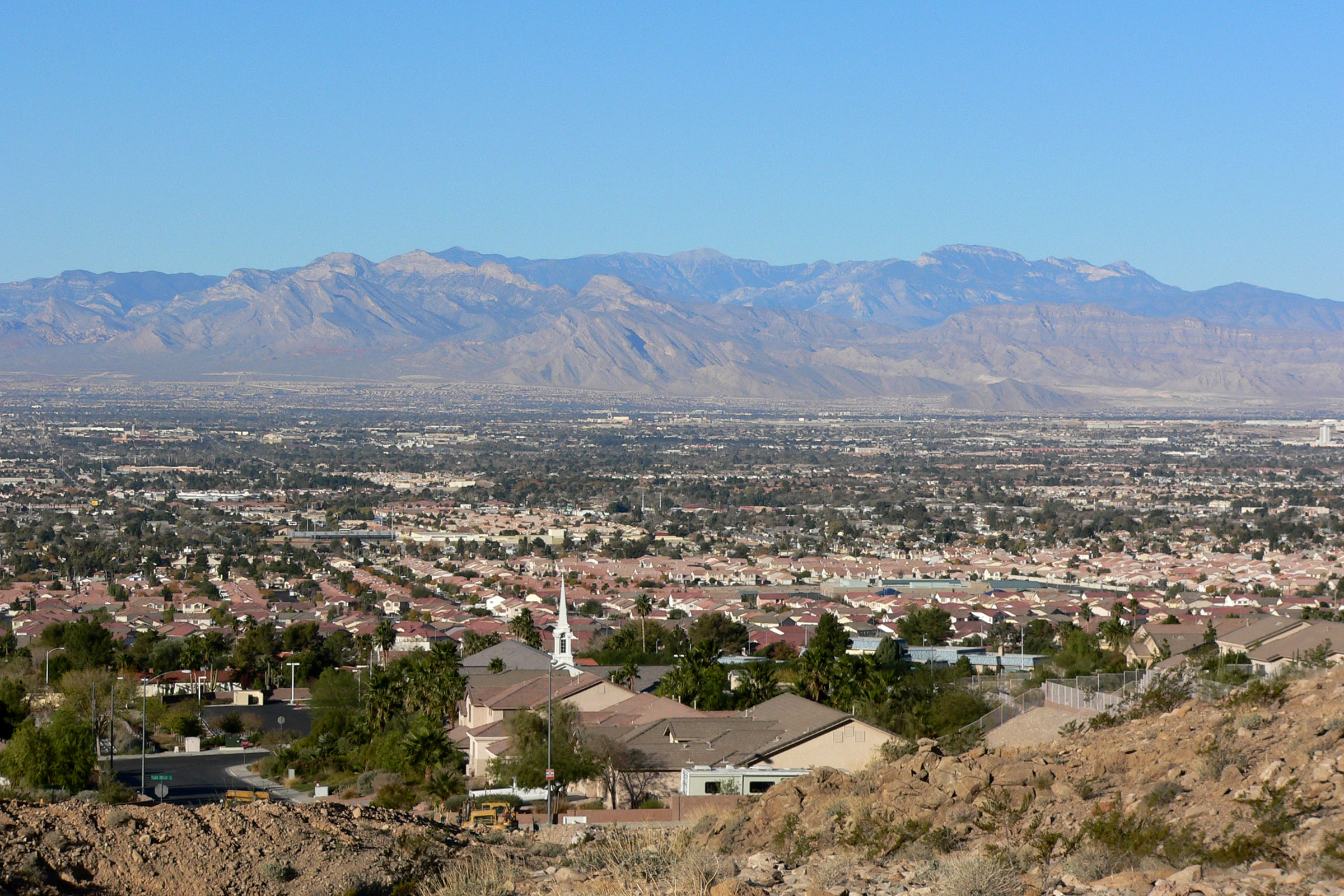
Вид на город с горы Френчмен

## География
По данным Бюро переписи населения США Санрайз-Манор имеет общую площадь в 98,94 квадратных километров, водных ресурсов в черте населённого пункта не имеется.
Санрайз-Манор расположен на высоте 555 метров над уровнем моря.

## Демография
| Год переписи | Нас.   |  | %±     |
| ------------ | ------ |  | ------ |
| 1970         | 10886  |  | —      |
| 1980         | 44155  |  | 305,6% |
| 1990         | 95362  |  | 116%   |
| 2000         | 156120 |  | 63,7%  |
| 2010         | 189372 |  | 21,3%  |
| 1970–2010    |        |  |        |

По данным переписи населения 2000 года в Санрайз-Манор проживало 156 120 человек, 38 535 семей, насчитывалось 53 745 домашних хозяйств и 58 410 жилых домов. Средняя плотность населения составляла около 2 человека на один квадратный километр. Расовый состав Санрайз-Манор по данным переписи распределился следующим образом: 63,47 % белых, 12,89 % — чёрных или афроамериканцев, 0,98 % — коренных американцев, 6,41 % — азиатов, 0,46 % — выходцев с тихоокеанских островов, 4,67 % — представителей смешанных рас, 10,13 % — других народностей. Испаноязычные составили 27,02 % от всех жителей.
Из 53 745 домашних хозяйств в 37,9 % — воспитывали детей в возрасте до 18 лет, 49,3 % представляли собой совместно проживающие супружеские пары, в 15,6 % семей женщины проживали без мужей, 28,3 % не имели семей. 20,3 % от общего числа семей на момент переписи жили самостоятельно, при этом 6 % составили одинокие пожилые люди в возрасте 65 лет и старше. Средний размер домашнего хозяйства составил 2,88 человек, а средний размер семьи — 3,32 человек.
Население по возрастному диапазону по данным переписи 2000 года распределилось следующим образом: 29,7 % — жители младше 18 лет, 9,8 % — между 18 и 24 годами, 31,3 % — от 25 до 44 лет, 20 % — от 45 до 64 лет и 9,2 % — в возрасте 65 лет и старше. Средний возраст жителей составил 32 года. На каждые 100 женщин в Санрайз-Манор приходилось 99,4 мужчин, при этом на каждые сто женщин 18 лет и старше приходилось 97 мужчин также старше 18 лет.
Средний доход на одно домашнее хозяйство составил 41 066 долларов США, а средний доход на одну семью — 44 339 долларов. При этом мужчины имели средний доход в 31 175 долларов США в год против 24 605 долларов среднегодового дохода у женщин. Доход на душу населения составил 16 659 долларов в год. 10,4 % от всего числа семей в статистически обособленной местности и 12,8 % от всей численности населения находилось на момент переписи населения за чертой бедности, при этом 17 % из них были моложе 18 лет и 7 % — в возрасте 65 лет и старше.